# Maciej Murawski (naukowiec)
Maciej Grzegorz Murawski – polski zootechnik, doktor habilitowany nauk rolniczych, profesor na Uniwersytecie Rolniczym im. Hugona Kołłątaja w Krakowie, specjalista od rozrodu zwierząt, hodowli i rozrodu owiec oraz kóz.

## Kariera naukowa
W 1990 roku na Uniwersytecie Rolniczym im. Hugona Kołłątaja w Krakowie uzyskał tytuł magistra inżyniera zootechniki. W 1995 roku został zatrudniony na tejże uczelni, a w 2000 roku uzyskał na niej stopień doktora nauk rolniczych w zakresie zootechniki na podstawie rozprawy pt. Aktywność jajników owiec – potencjalnych nosicieli genu wysokiej plemności, której promotorem był Edward Wierzchoś. W 2014 roku Wydział Hodowli i Biologii Zwierząt tej samej uczelni nadał mu stopień doktora habilitowanego nauk rolniczych w dyscyplinie zootechniki na podstawie pracy pt. Wpływ egzogennych hormonów i efektu kozła na wzrost pęcherzyków jajnikowych kóz w sezonie spoczynku płciowego.